# Feri Lainšček
Feri Lainšček (Dolány, 1959. október 5. –) szlovén író és költő.

## Élete
Feri (Franc) Lainšček a magyar határhoz közel született, Dolenci faluban, amely Muravidékhez tartozik. Az elemi iskola kezdetéig csak muravidéki nyelven beszélt, és csak ezt hallotta a környezetében, mely megegyezik a magyarországi szlovének nyelvjárásával. Fiatalkorának meghatározó élménye a romákkal való kapcsolat volt. Érettségi után képzőművészetet szeretett volna tanulni, de végül a Ljubljanai Egyetem mai Társadalomtudományi karára nyert felvételt. Diákként a Radio Ljubljanánál dolgozott, és szabadidejében verseket és regényt írt, mely részletekben a Teleks folyóiratban jelent meg.
1992-ben Franci Justtal megalapította a Podjetje za promocijo kulture Franc-Franc vállalatot, amely főként a fiatal szlovén írók találkozóit szervezi, és a legjobb ifjúsági irodalmi alkotásokat díjazza.

## Munkássága
Lainšček munkássága sokrétű: nemcsak regényíróként ismert, hanem költőként, dramaturgként forgatókönyvíróként is, továbbá irodalmi folyóiratok szerkesztője, és számos szlovén énekes és együttes dalszövegeinek írója. Nem csupán felnőtteknek ír, hanem gyerekeknek és fiataloknak is. A kezdetektől fogva olyan környezetben alkot, ahol a kultúrának és a művészetnek nincs igazi hátországa, pl. hátrányos helyzetű gyermekekkel együttműködve.
Egyes művei magyar, rábavidéki szlovén, angol, német, horvát, cseh, spanyol és katalán nyelven is olvashatóak.
A Raza c. regényéért Kajuh-díjat nyert, Prešeren-díjat pedig a Ki jo je megla prinesla regénnyel, Kersnik-díjat a Namesto koga roža cveti c. és a Muriša c. regényeivel valamint a Mislice c. mesegyűjteményével nyerte el.
A Namesto koga roža cveti c. művét megfilmesítették, zenéjét Vlado Kreslin szerezte.

## Filmjei
- Hit poletja
- Petelinji zajtrk
- Rock´n´rol

## Regényei
- Peronarji – 1982
- Raza – 1986
- Razpočnica – 1987
- Grinta – 1991
- Namesto koga roža cveti – 1991
- Astralni niz – 1993
- Ki jo je megla prinesla – 1993 (Akit a köd hozott, fordító Gordos Márta, Halász Albert, 1996)
- Vankoštanec – 1994
- Mož v pasijonki – 1997
- Skarabej in vestalka – 1997
- Atentat v Slovenskem dvorcu – 1998
- Velecirkus Argo -- (Argo nagycirkusz: Regény, Gállos Orsolya fordítása, 1999)
- Petelinji zajtrk – 1999
- Ločil bom peno od valov – 2003
- Muriša – 2006
- Nedotakljivi, mit o Ciganih – 2007
- Ne povej, kaj si sanjala – 2008
- Sprehajališča za vračanje – 2010
- Jadrnica – 2011
- Orkester za poljube – 2013

## Verseskötetek
- Kot slutnja radovedno – 1981
- Dnevovina – 1986
- Hiša svetega Nikolaja – 1990
- Dlan mi po tebi diši – 2001
- Mostovi-Hidak: Antologija prekmurskih pesnikov = A muravidéki költők antológiája, a verseket Zágorec-Csuka Judit fordította magyar nyelvre, 2003)
- Ne bodi kot drugi – 2007
- Nigdar neboš znala (muravidéki nyelven) – 2007
- Pesmi za ženski glas in zvonove – 2009

## Magyarul
- Akit a köd hozott. Regény; ford. Gordos Judit, Halász Albert; Seneca, Bp., 1996
- Argo Nagycirkusz. Regény; ford. Gállos Orsolya; Studio Artis, Lendva, 1999

## Rövid próza
- Za svetlimi obzorji – 1988
- Srebrni breg (muravidéki szlovén nyelvjárásban) – 1995

## Díjak, elismerések
- 1995 Prešeren-díj: Ki jo je megla prinesla
- 1992 kresnik: Namesto koga roža cveti
- 2000 večernica: Mislice
- 2007 kresnik: Muriša
- 2008 a Szlovén filmfesztivál: Hit poletja (TV film)